# Psylliodes affinis
Psylliodes affinis es una especie de insecto coleóptero de la familia Chrysomelidae, descrita en 1799 por Paykull.
Mide 2-3 mm. Se alimenta de plantas de Solanaceae, es una plaga menor. Se encuentra en Europa y Asia del norte, pero no en China. En  Norteamérica es una especie introducida.